# Servitù (diritto)
Una servitù (o servitù prediale nel caso di terreni), nel lessico giuridico, indica un diritto reale minore di godimento su cosa altrui, consistente nel peso o limitazione imposto a un fondo (detto servente) per l'utilità di un altro fondo (detto dominante) appartenente a un'altra persona (art. 1027 del codice civile italiano). Il termine prediale deriva dal latino praedium, che significa «fondo, terreno». Dunque l'espressione «servitù prediale» equivale a quella di servitù fondiaria.

## Storia
Il diritto di servitù ha origine nel diritto romano: le figure più risalenti sono le servitù relative ai fondi rustici (iter, actus, via, aquae ductus) che si inquadrano in un contesto di economia agricola che risale all'età arcaica della storia di Roma. Queste antiche figure di servitù erano inserite dal ius civile nella categoria delle res mancipi.
Solo successivamente vennero create le figure delle servitù urbane, considerate res nec mancipi.
I giuristi di epoca classica non configurarono una categoria generale delle servitù dedotta per astrazione dalle figure particolari del diritto di servitù.
Risale solo all'epoca post-classica la distinzione tra servitù personali e servitù prediali. La formulazione generale di tale divisio ci è tramandata da un brano dei digesta attribuito al giurista romano Marciano:
| Servitutes aut personarum sunt, ut usus et usus fructus, aut rerum, ut servitutes rusticorum praediorum et urbanorum. D.8.1.1 (Marcianus, Libro tertio regularum) | Le servitù o sono di persone, come l'uso e l'usufrutto, o sono di cose, come le servitù prediali rustiche e urbane. |

È un dato accolto dalla dottrina romanistica largamente maggioritaria che si tratti di un'interpolazione dei compilatori giustinianei, ai quali risale la divisio, ignota ai giuristi romani del periodo classico.
Nonostante non sia autentica, la distinzione ha influenzato generazioni di giuristi delle epoche successive fino alla sua soppressione nel Code Napoleon del 1804. I commissari legislativi che si occuparono di redigere tale codice ritenevano, non a torto, che l'espressione servitutes personarum potesse richiamare alla mente l'idea di schiavitù personale bandita dalla Rivoluzione francese.
Il codice civile italiano del 1865, che come è noto si ispira al Code Napoléon, non fece menzione delle servitutes personarum, ma conservò l'aggettivo "prediale", che in origine si contrapponeva a "personale", per indicare il diritto di servitù.
Su questa strada si è posto anche il codice civile del 1942 che ha denominato il titolo relativo alle servitù "Delle servitù prediali".

## Natura giuridica
Il diritto di servitù prediale rientra nella categoria dei diritti reali di godimento su cosa altrui (iura in re aliena). Tale natura giuridica comporta l'impossibilità di costituire un diritto di servitù su cosa propria, divieto codificato dai giuristi romani nel brocardo nemini res sua servit, e accolto nella definizione codicistica del 1942.
Si definiscono tradizionalmente come "un peso imposto sopra un fondo per l'utilità di un altro fondo appartenente a diverso proprietario" (art. 1027 c.c.).
Il "peso" è una limitazione della facoltà di godimento di un immobile, detto fondo servente, alla quale corrisponde un diritto del proprietario del fondo dominante. Non necessariamente fondo servente e fondo dominante devono essere contigui, anche se devono essere relativamente vicini affinché la servitù abbia un senso.
L'utilità del fondo dominante, presente o futura, è estremo essenziale della servitù: può consistere nella maggiore comodità del fondo, può anche essere inerente alla sua destinazione industriale. Tuttavia, deve sempre essere utilità di un fondo, non quello personale del proprietario. I soggetti possono essere avvantaggiati o svantaggiati dalla presenza di questo peso solo in via mediata, indiretta e riflessa.
Quando il peso è posto a vantaggio del fondo solo in via riflessa e consequenziale, non si parla di diritto reale limitato ma di un diritto personale di godimento, assoggettato a tutt'altra disciplina. Per questa ragione, è molto controversa la figura della cosiddetta servitù aziendale.

## Classificazione delle servitù
Le servitù vengono variamente classificate:
- servitù coattive o volontarie: le prime vengono imposte al proprietario di un fondo anche contro la sua volontà, mentre le seconde si originano liberamente su base contrattuale;
- servitù affermative o negative: le prime permettono al proprietario del fondo dominante forme di utilizzazione diretta del fondo servente (servitù di passaggio, di attingere acqua...) e l'obbligo gravante sul proprietario del fondo servente consiste semplicemente in un lasciar fare; le seconde consistono in un obbligo di non fare del proprietario del fondo servente (servitù di non edificare o di sopraelevare...);
- servitù permanenti o temporanee: le prime durano più di nove anni, le seconde ne durano al massimo nove;
- servitù continue o discontinue: per l'esercizio delle prime non è necessario il fatto dell'uomo (servitù di non edificare), per le seconde è invece necessario (servitù di attingere acqua) il comportamento attivo del titolare della servitù;
- servitù apparenti o non apparenti, a seconda che esistano o meno opere visibili e permanenti destinate al servizio del fondo dominante. La distinzione è importante, perché solo le servitù apparenti possono essere acquistate anche a mezzo dell'usucapione o della destinazione del padre di famiglia (art. 1061 c.c.);
- servitù tipiche o atipiche, a seconda se il loro contenuto è previsto e regolato dall'ordinamento (come la servitù di passaggio) oppure è determinato in concreto dall'autonomia dei privati nel rispetto dello schema previsto dalla legge.

## Caratteri delle servitù
La servitù comprende le facoltà accessorie indispensabili per il suo esercizio (art. 1064 c.c.).
Nel dubbio, deve ritenersi costituita in modo da soddisfare il bisogno del fondo dominante con il minor aggravio possibile del fondo servente (art. 1065 c.c.). Il proprietario del fondo servente non può trasferire altrove la servitù, salvo il caso di sopraggiunta maggiore onerosità della servitù nel luogo originario (art. 1068 c.c.).
Le servitù si possono acquistare a titolo derivativo e a titolo originario. Non si possono, tuttavia, usucapire le servitù non apparenti (in quanto non permettono di rendere certo e incontrovertibile il possesso della servitù).
Un modo di acquisto a titolo originario, proprio solo delle servitù apparenti, è la cosiddetta destinazione del padre di famiglia (art. 1062 c.c.): è il rapporto di servizio stabilito fra due fondi appartenenti a un medesimo proprietario. Se i due fondi cessano di appartenere al medesimo proprietario, il preesistente rapporto di servizio si trasforma automaticamente in una servitù di un fondo a favore dell'altro. Questo modo di acquisto vale solo per le servitù apparenti.
La servitù si costituisce in forza del titolo, indipendentemente dalla trascrizione. Ma, se il concedente aliena il fondo gravato da servitù non trascritta (né menzionata nell'atto di trasferimento), il terzo acquirente non sarà tenuto a rispettare la servitù. L'onere di provvedere alla trascrizione incombe sul titolare della servitù (quest'ultimo al momento della costituzione assume l'obbligo di rispettare il vincolo di asservimento concesso e di impegnare i suoi aventi causa a rispettarlo): se non vi provvede, dovrà risarcire al suo concessionario il danno derivategli dalla perdita della servitù.
La servitù si estingue: per rinuncia da parte del titolare (ai sensi dell'art.1350, n. 5, c.c.), per confusione o per prescrizione ventennale.
Non è sufficiente il suo mancato utilizzo, né il venir meno della sua utilità, a meno che non decorra il termine ventennale di prescrizione.
La prescrizione delle servitù positive comincia a decorrere dal momento in cui cessa l'attività di godimento del fondo altrui, quella delle servitù negative solo dal momento in cui si verifica un fatto che impedisce l'esercizio della servitù.
Un carattere proprio delle servitù è che esse non consistono mai in un fare o in un dare, ma solo in un non fare o in un sopportare che altri faccia. L'art. 1030 c.c.fa salve però le prestazioni accessorie alle servitù, consistenti in un fare o in un dare che il contratto o la legge impone al proprietario del fondo servente, con funzione strumentale rispetto all'esercizio della servitù.

## Le servitù coattive
Un diritto alla costituzione coattiva delle servitù è dalla legge previsto in una serie di casi:
- Acquedotto coattivo: è la servitù di far passare acque attraverso il fondo, o i fondi, altrui (escluse case e giardini) per soddisfare il bisogno di acqua del proprio fondo (analoga è la servitù di scarico coattivo).
- Passaggio coattivo: è la servitù di passaggio sul fondo, o sui fondi, altrui (escluse case e giardini) che spetta al proprietario del cd. fondo intercluso, ossia del fondo che non ha un accesso diretto alla strada pubblica o che potrebbe realizzarlo solo con eccessivo dispendio o disagio (quando il fondo sia destinato a usi agricoli o industriali, il proprietario di questo ha diritto al passaggio coattivo anche se ha un proprio accesso sulla strada pubblica, ma si tratta di un accesso insufficiente ai bisogni agricoli o industriali del suo fondo).
- Elettrodotto coattivo (art. 1056 c.c.) è la servitù per cui nell'interesse pubblico ogni proprietario è tenuto a dare passaggio per i suoi fondi alle condutture elettriche.

Le servitù coattive sono di regola costituite con sentenza dell'autorità giudiziaria, su domanda dell'interessato; la sentenza determina anche l'indennità dovuta al proprietario del fondo servente. Finché il primo non paga l'indennità, il secondo può opporsi all'esercizio della servitù.
Nei casi espressamente previsti dalla legge, la servitù coattiva può anche essere costituita con provvedimento dell'autorità amministrativa (provvedimento che assume carattere analogo all'espropriazione per pubblica utilità).

## Tutela giuridica
Per affermare e tutelare l'esistenza di una servitù generalmente si può far ricorso all'azione negatoria: in particolare alla confessoria servitutis, per negarla c'è la negatoria servitutis.